# Per Brinck
Per Simon Valdemar Brinck, född 4 september 1919 i Helsingborg, död 6 oktober 2013 i Torslunda, var en svensk zoolog. Han var 1958–1986 professor i zoologi vid Lunds universitet. Brinck invaldes 4 december 1974 till ledamot av Kungliga Vetenskapsakademien. Åren 1965–1989 var han redaktör för tidskriften Oikos. 
Utmärkelsen Per Brinck Oikos Award är uppkallad efter Per Brinck. Den delas sedan 2014 ut till personer som gjort extraordinära insatser inom ekologisk vetenskap. Brinck är begravd på Norra kyrkogården i Lund.